# Boholhoningzuiger
De boholhoningzuiger (Aethopyga pulcherrima decorosa) is een zangvogel uit de familie Nectariniidae (honingzuigers).

## Verspreiding en leefgebied
Deze soort is endemisch op Bohol, een eiland van de Filipijnen.